# Honťanský seniorát

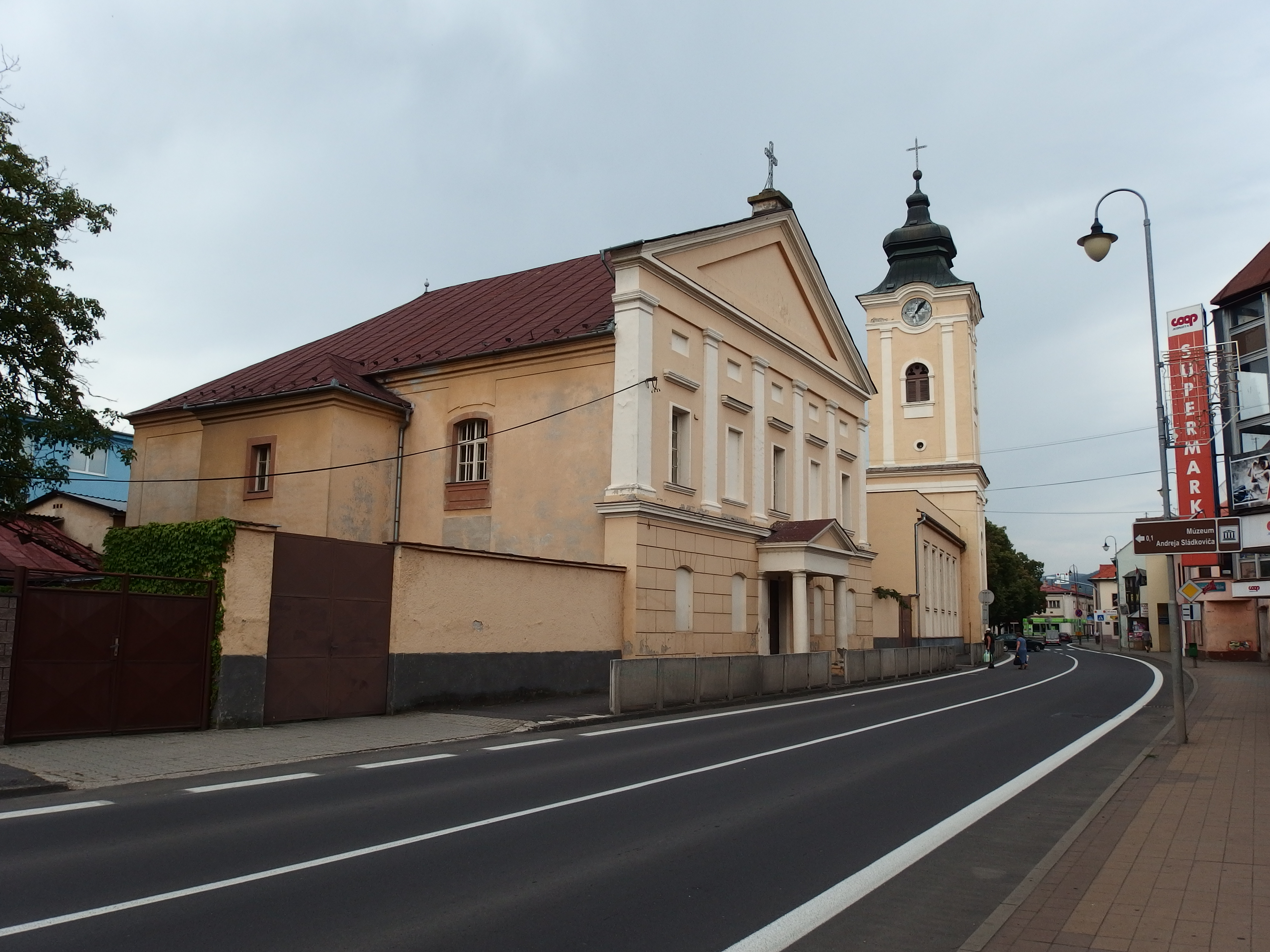
Evangelický kostel v Krupině

Honťanský seniorát či Hontský seniorát (slov. Hontiansky seniorát) je seniorátem Západního distriktu Evangelické církve augsburského vyznání na Slovensku. V seniorátu je celkem 26 církevních sborů s 7226 členy. Seniorát sídlí v Krupině.
Církevní sbory: Babiná, Baďan, Banská Štiavnica, Cerovo, Čelovce, Dačov Lom, Devičie, Drážovce, Drienovo, Dudince, Hodruša-Hámre, Hontianske Moravce, Hontianske Tesáre - Dvorníky, Kráľovce-Krnišov, Krupina, Ladzany, Lišov, Pliešovce, Prenčov, Rykynčice, Sása,
Sazdice, Sucháň, Šahy, Terany, Žibritov